# Martin Lowry
Martin Lowry, właśc. Thomas Martin Lowry (ur. 26 października 1874 w Bradford, zm. 2 listopada 1936 w Cambridge) – brytyjski chemik, który w 1923 roku opracował teorię kwasów i zasad niezależnie od Johannesa Brønsteda. Członek Royal Society.

## Życiorys
Lowry urodził się w Bradford w kornwalijskiej rodzinie, jako drugie dziecko. Naukę odbierał w Kingswood School, znajdującej się w mieście Bath, a następnie w Central Technical College. Studiował chemię pod kierownictwem Henry’ego Edwarda Armstronga, a od 1896 roku był jego asystentem. W 1906 roku został wykładowcą chemii w Westminster Training College. Został następnie mianowany kierownikiem wydziału chemicznego w Guy’s Hospital Medical School, gdzie był pierwszym wykładowcą chemii, który otrzymał następnie tytuł profesora uniwersyteckiego na University of London. Od 1920 roku aż do śmierci, Lowry pracował w katedrze chemii fizycznej na University of Cambridge.
Od 1903 był członkiem Towarzystwa Faradaya, a w latach 1928–1930 pełnił funkcję jego przewodniczącego. W 1914 roku został członkiem Royal Society. Został odznaczony Orderem Świętych Maurycego i Łazarza oraz Orderem Imperium Brytyjskiego.
Ożenił się w 1904 roku. Miał dwóch synów i córkę.

### Badania
Lowry w 1898 roku zauważył zmianę skręcalności optycznej nitro-D-kamfory w zależności od czasu i zaproponował termin mutarotacji do opisu tego zjawiska. Kontynuował swoje badania tego zjawiska wykorzystując pochodne kamfory, co doprowadziło do sformułowania, niezależnie od Johannesa Brønsteda, teorii znanej jako teoria Brønsteda-Lowry’ego. W 1935 wydał swoją monografię pt. „Optical Rotatory Power”, opisującą tę teorię.